# San Marcellino
San Marcellino ist eine italienische Gemeinde (comune) mit 14.903 Einwohnern (Stand 31. Dezember 2023) in der Provinz Caserta in Kampanien. Die Gemeinde liegt in der Terra di Lavoro etwa 15 Kilometer südwestlich von Caserta und etwa 16 Kilometer nordnordwestlich von Neapel.

## Geschichte
Die Gegend war schon in der Jungsteinzeit besiedelt. Bedeutende Siedlungen entstanden allerdings erst in der Zeit der Herrschaft der Langobarden und später ab dem 11./12. Jahrhundert in der Zeit der Herrschaft Rainulf Drengots.

## Verkehr
San Marcellino wird von der Strada Provinciale 335, einer Umgehungsstraße des Großraums Neapel-Caserta, durchschnitten. Der Bahnhof San Marcellino-Frignano liegt an der Bahnstrecke Roma–Formia–Napoli.